# Advances in Mathematics
Advances in Mathematics (nach ISO 4 abgekürzt Adv. Math.) ist eine wissenschaftliche Fachzeitschrift aus dem Bereich Mathematik mit Peer-Review, die im Verlag Elsevier erscheint. Sie wurde 1965 gegründet und erschien damals bei Academic Press.
Veröffentlicht werden Beiträge aus allen Bereichen der Reinen Mathematik. Es erscheinen 18 Ausgaben im Jahr.
Ursprünglich wurde sie gegründet, um auch Mathematikern, die nicht auf dem Spezialgebiet der Autoren arbeiten, Übersichtsartikel zur Verfügung zu stellen (Herbert Busemann im Vorwort der ersten Ausgabe).
Herausgeber sind (2015) Michael J. Hopkins, Tomasz Mrowka, Gang Tian.